# Parry Sound CPR Trestle
Das Parry Sound CPR Trestle ist eine eingleisige Eisenbahnbrücke der Canadian Pacific Railway (CPR) in Parry Sound, Ontario. Sie führt über mehrere Straßen im Stadtgebiet sowie über den Seguin River, der am Inlet Parry Sound in die Georgian Bay mündet. Das über 500 Meter lange Gerüstpfeilerviadukt mit vier integrierten Fachwerkträgern wurde von der CPR bis 1908 als Teil einer direkten Verbindung zwischen Toronto und Sudbury errichtet, wo Anschluss an die transkontinentale CPR-Hauptstrecke zwischen Montreal und Vancouver bestand.

## Geschichte
| Sault Ste. Marie |

| Sudbury |

| Parry Sound |

| Toronto |

| Ottawa |

| North Bay |

| Thunder Bay |

| Minneapolis |

| Saint Paul |

| Milwaukee |

| Chicago |

| Ontario |

Die 1885 durch die Canadian Pacific Railway fertiggestellte erste kanadische transkontinentale Verbindung zwischen Montreal und Vancouver verlief im Süden der Provinz Ontario oberhalb der Großen Seen über Ottawa, Sudbury und Thunder Bay. Da es keine Nord-Süd-Verbindung zu der sich damals stark entwickelnden Region des Golden Horseshoe um Toronto am westlichen Ende des Ontariosees gab, mussten Waren auf dem Weg nach Westen den Umweg über den Ostteil Ontarios nehmen, da erst zwischen Ottawa und Montreal Anschluss an die CPR-Hauptstrecke bestand. Ende des 19. Jahrhunderts baute die Grand Trunk Railway (GTR) eine Verbindung von Toronto nach North Bay, was den Transportweg nach Westen um fast 350 km verkürzte. Die CPR konnte durch Vereinbarungen mit der GTR die Strecke auch für ihren Güter- und Personenverkehr nutzen. Mit der voranschreitenden Besiedlung des Westens und der Industrialisierung entlang des Québec-Windsor-Korridors nahm die CPR Anfang des 20. Jahrhunderts die Verlegung einer eigenen Strecke von Toronto nach Sudbury in Angriff, wo auch Anschluss an den Abzweig der CPR nach Sault Ste. Marie und somit durch die Minneapolis, St. Paul and Sault Ste. Marie Railroad an die Eisenbahnnetze der USA bestand.
Die 360 km lange Strecke wurde mit einer maximalen Steigung von nur 3 ‰ entlang des Ostufers der Georgian Bay gebaut und verkürzte die Entfernung nach Sudbury um weitere 74 km. Um die geringe Steigung zu realisieren, wurde die Strecke in tiefer gelegenen Abschnitten auf Bahndämmen und Trestle-Brücken geführt. So verlief sie am Inlet Parry Sound über das Gebiet der gleichnamigen Stadt in einer Höhe von fast 37 Metern, wozu eine über 500 Meter lange Brücke errichtet wurde, die auch den Seguin River vor seiner Mündung in die Georgian Bay querte. Nach ersten Voruntersuchungen 1902 wurde mit den Bauarbeiten im März 1904 begonnen. Die Eröffnung der eingleisigen Verbindung erfolgte am 15. Juni 1908.
Während der Expansionsphase der Eisenbahn um die Jahrhundertwende entstanden wie in anderen Landesteilen der USA und Kanadas auch in Ontario eine Vielzahl von Gesellschaften und Verbindungen, die in Kanada über die Jahre Teil der beiden verbliebenen Gesellschaften CPR und Canadian National Railway (CN) wurden. Seit den 1970er Jahren werden die noch vorhandenen Verbindungen von der CPR und CN ausschließlich für den Güterverkehr genutzt, der Personenverkehr wird von VIA Rail Canada durchgeführt. Zur effizienteren Nutzung der Infrastruktur, speziell in Regionen, wo Strecken zu großen Teilen parallel verlaufen, wird diese seit Mitte der 2000er Jahre von der CPR und CN gemeinschaftlich genutzt. In Parry Sound verläuft daher der gesamte Verkehr nach Süden bzw. Osten über die Gleise der CN und nach Norden bzw. Westen über die der CPR, einschließlich des Parry Sound CPR Trestle. Dieser Aufteilung folgt auch der über Parry Sound verkehrende Personenzug The Canadian.

## Beschreibung

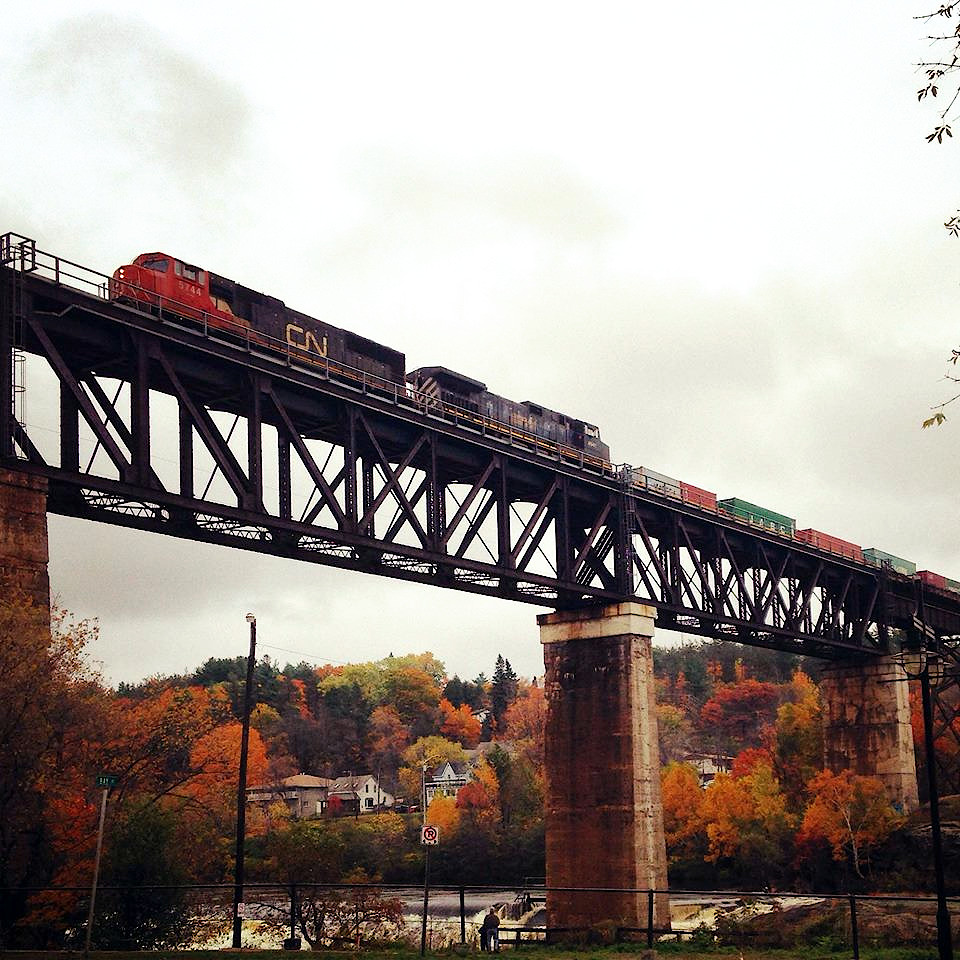
Ein Güterzug der CN auf dem Viadukt in Höhe des Seguin River 2014

Das 517 m lange Gerüstpfeilerviadukt (Trestle-Brücke) besteht aus insgesamt 26 Brückenfeldern, wovon 22 als Stahl-Vollwandträger und die vier längsten als Stahl-Fachwerkträger ausgeführt sind. Im Zentrum wird die Mündung des Seguin River mit zwei parallelgurtigen Fachwerkträgern mit obenliegendem Gleis von jeweils 50 m Länge überspannt, die auf drei bis zu 27 m hohen Betonpfeilern ruhen. Daran schließen sich je ein kurzer Balkenträger und ein 38 m langer Fachwerkträger ähnlicher Bauart an. Bis zu den Widerlagern folgt dann auf beiden Seiten eine Vielzahl von Balkenträgern, die auf insgesamt zehn Stahlgittermasten ruhen sowie auf je einem weiteren Betonpfeiler direkt vor den Widerlagern. Die Gleisebene verläuft am tiefsten Punkt der Stadt in fast 37 m Höhe. Neben dem Fluss werden mit der Gibson Street, der James Street und der Great North Road von der Brücke drei Straßen im heutigen Stadtgebiet überquert.